# Завод азотних добрив у Мари («Марикарбамід»)
Завод азотних добрив у Мари («Марикарбамід») – підприємство хімічної промисловості Туркменістану, що знаходиться на південному сході країни на околицях міста Мари.
Проект реалізували через компанію «Марикарбамід», яка відноситься до державного концерну «Туркменхімія» ("Turkmenhimiya"). Будівництво заводу почалось у 2011-му, а його введення в експлуатацію припало на 2014 рік. Основними складовими виробничого комплексу є лінії аміаку (продуктивність 1200 тон на добу) та карбаміду (1925 тон на добу). Номінальна річна потужність заводу визначена на рівні 400 тисяч тон аміаку та 640 тисяч тон карбаміду.
Підприємство, для якого головною сировиною є природний газ, розташоване біч-о-біч зі ще одним заводом азотних добрив «Мариазот» та великою газовою ТЕС Мари. Подача ресурсу до цього потужного центру споживання відбувається за допомогою трубопроводу Довлетабад – Мари та перемички довжиною понад чотири десятки кілометрів від газопроводу Галкиниш – Шатлик, по якому транспортується продукція унікального родовища Галкиниш. У проектному режимі завод має споживати біля 0,5 млрд м3 природного газу на рік.